# 上伊自良村
上伊自良村（かみいじらむら）は、かつて岐阜県山県郡にあった村である。
合併で伊自良村となった後、現在は山県市の一部となっている。
伊自良川上流の村で、旧・伊自良村北部に該当する。
1884年（明治17年）から1888年（明治21年）迄、この地域は掛村外四ヶ村組合戸長役場を開設していた。

## 歴史
- 江戸時代末期、この地域は美濃国山県郡であり、天領、尾張藩領、岩村藩領であった。
- 1897年（明治30年）4月1日 - 上願村、松尾村、掛村、平井村、長滝村が合併し発足。
- 1955年（昭和30年）4月1日 - 下伊自良村と合併し伊自良村が発足。同日上伊自良村廃止。

## 教育
- 上伊自良村立上伊自良小学校（現・山県市立伊自良北小学校）
- 上・下伊自良村組合立伊自良中学校

## 神社・仏閣
- 甘南美寺
- 大性寺
- 仙洞寺
- 七社神社
- 甘南備神社（楠木正成の夫人、久子ゆかりの神社という）
- 懸神社